# Seneratia
Seneratia là một chi bướm đêm thuộc họ Erebidae.